# Achada Tenda
Achada Tenda es una villa caboverdiana del municipio de Tarrafal.

## Geografía
La villa está situada en la isla de Santiago.

## Organización territorial
La villa abarca los lugares y barrios de:
- Achada Baixo
- Achada Porto
- Cobon de Djobe
- Cutelo
- Leon de Ponta
- Mato Dentu
- Ponta
- Riba de Strada
- Sala Bandeira